# Arco Tudor

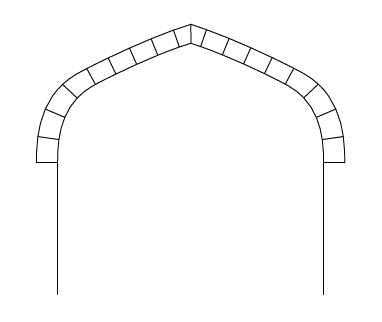
Arco Tudor

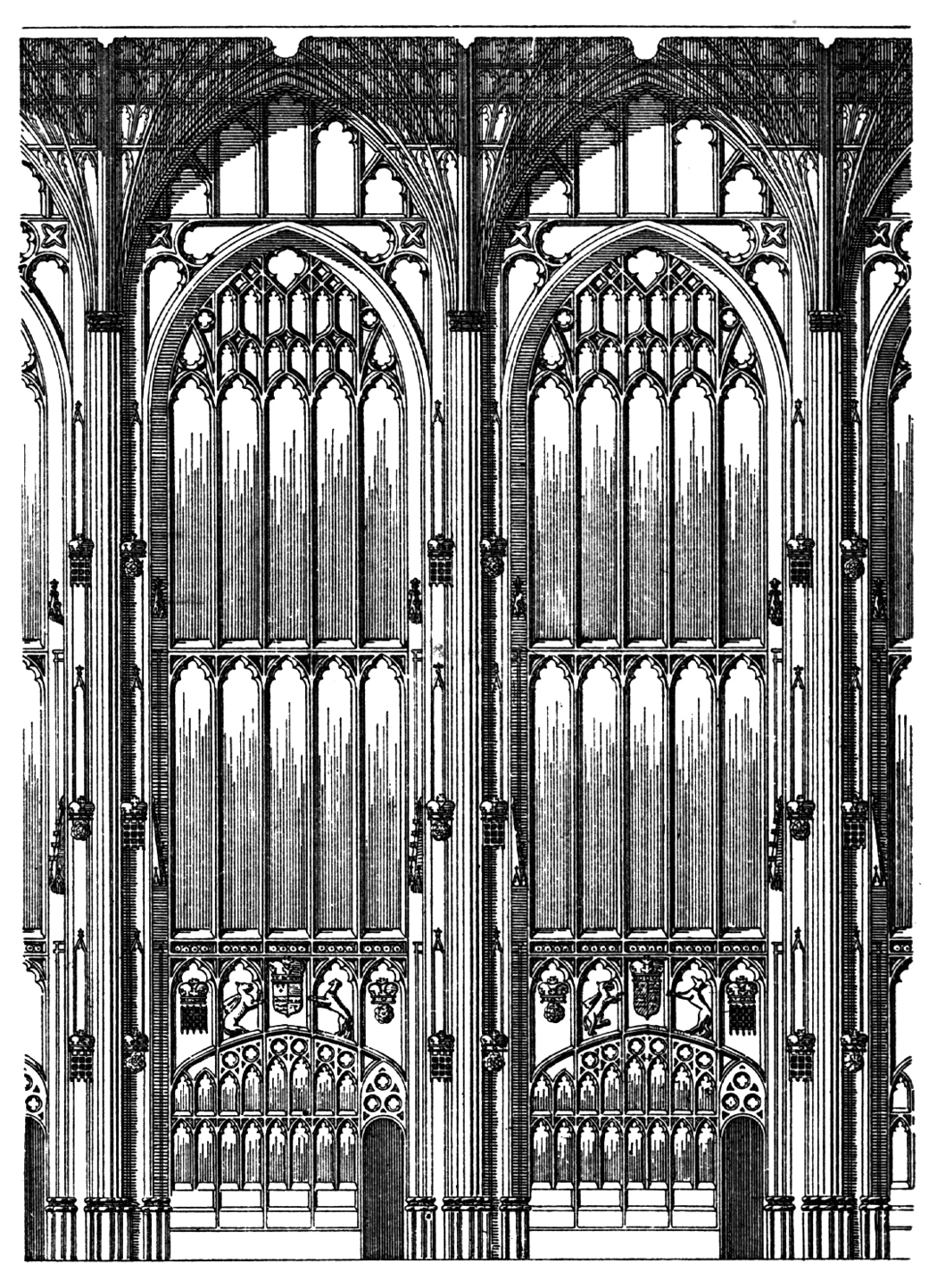
Finestra - King's College Chapel a Cambridge, Inghilterra.

L'Arco Tudor, un arco basso e ampio,  era un elemento architettonico comune nello stile Tudor in  Inghilterra. Esso è un arco a punta schiacciato, solitamente disegnato con quattro centri, che ne definiscono la caratteristica. L'arco ha una forma leggermente ellittica.
Il periodo Tudor si riferisce all'intervallo di tempo fra il 1485 ed 1603 in Inghilterra, durante il regno dei Tudor. L'arco appuntito del gotico venne sostituito dal lineare arco Tudor. L'arco Tudor inserito sulle oriel window, fu una classica caratteristica delle finestre del periodo Tudor.
Da un punto di vista funzionale, il disegno dell'arco Tudor, anche detto semicircolare o parabolico, può sopportare un carico di 1.500 kg per metro lineare.